# Échangeur Florian
 (juin 2025).
Motif : Pas de sources. Voir Discussion:Échangeur de Shimukappu/Admissibilité.
- Archive Wikiwix
- Bing
- Cairn
- DuckDuckGo
- E. Universalis
- Gallica
- Google
- G. Books
- G. News
- G. Scholar
- Persée
- Qwant
- (zh) Baidu
- (ru) Yandex
- (wd) trouver des œuvres sur Wikidata

| 1. | Préciser le motif de la pose du bandeau. | Précisez le motif de la pose du bandeau en utilisant la syntaxe suivante : {{admissibilité à vérifier\|date=juin 2025\|motif=remplacez ce texte par le motif}}                         |
| 2. | Informer les utilisateurs concernés.     | Pensez à avertir le créateur de l'article, par exemple, en insérant le code ci-dessous sur sa page de discussion : {{subst:avertissement admissibilité à vérifier\|Échangeur Florian}} |

L'échangeur Florian est un échangeur autoroutier situé à Marseille, créé dans les années 1960 sur l'autoroute A50 et réaménagé entre 2016 et 2019 pour la connecter à la nouvelle autoroute A507. Il comporte un ensemble de bretelles d'entrées-sorties sur un vaste rond-point situé au-dessus de l'A50, connecté à 4 voies urbaines.

## Localisation
L'échangeur est situé à la limite des 10e et 11e arrondissements. Sur l'autoroute A50, il porte le numéro 3.

## Axes concernés
- l'Autoroute A50 (autoroute Est) (ouest-est) reliant Marseille à Toulon et Nice;
- l'Autoroute A507 (L2) (vers le nord), rocade de Marseille ;
- la RD2, la « Petite route d'Aubagne » : 
  - à l'ouest (Chemin de l'Armée-d'Afrique) vers La Timone
  - à l'est (Boulevard Mireille-Lauze) vers La Pomme
- au nord (Avenue Désiré-Bianco) vers Saint-Pierre
- au sud (Rue Dandré-Bardon et Avenue Florian) vers Saint-Loup et la RD8n (ex-RN8) ;
- au sud-ouest (Boulevard Mireille-Lauze) vers Pont-de-Vivaux.

## Quartiers desservis
- Quartier de la Pomme
- Quartier de la Timone
- Quartier de Saint-Loup

## Dessertes
- Cimetière Saint-Pierre
- Hippodrome Marseille Vivaux